# フランス人民党

フランス人民党の旗

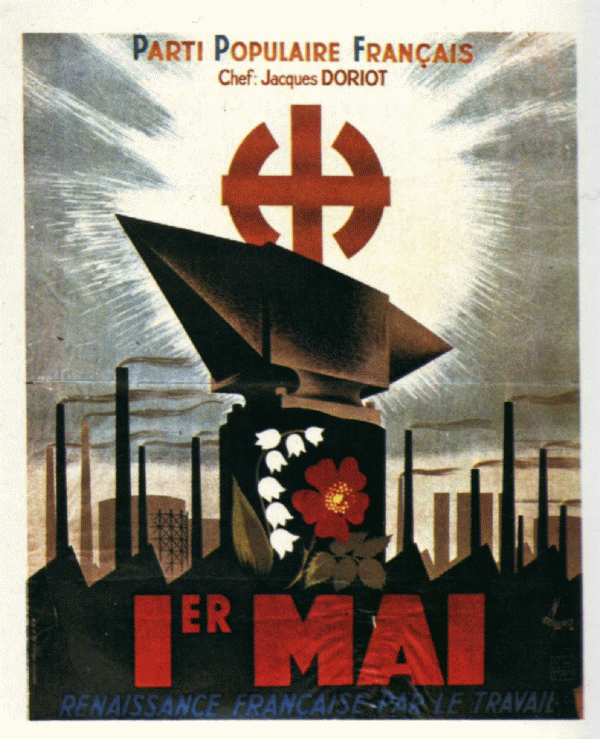
フランス人民党の政治ポスター

フランス人民党（フランスじんみんとう、仏: Parti populaire français、PPF）は、フランスのファシズム政党。

## 概説
元フランス共産党員のジャック・ドリオがファシストに転向して結成した。アレクシス・カレルや労働者の支持を受けていたが、密かにムッソリーニから資金援助も受け、1940年にフランスがドイツに降伏するとヴィシー政権に積極的に協力したため、通常はエピュラシオンと見做されている。